# Visòs
Visòs (francès Vizos) és un antic municipi francès del departament dels Alts Pirineus, a la regió d'Occitània.
L'1 de gener de 2017, Visòs es va fusionar amb Saligòs.

## Demografia
| 1962                                       | 1968 | 1975 | 1982 | 1990 | 1999 | 2007 |
| ------------------------------------------ | ---- | ---- | ---- | ---- | ---- | ---- |
| 46                                         | 55   | 44   | 43   | 37   | 33   | 32   |
| Des de 1962: població sense dobles comptes |      |      |      |      |      |      |

## Administració
| Període   | Identitat          | Partit |
| --------- | ------------------ | ------ |
| 1995-2001 | André Soubercazes  |        |
| 2001-2014 | Bernadette Haurine |        |
| 2014-2016 | Magali Labit       |        |